# Jean-Baptiste Singelée
Jean-Baptiste Singelée (ur. 25 września 1812 w Brukseli, zm. 29 września 1875 w Ostendzie) – belgijski kompozytor muzyki poważnej, przedstawiciel romantyzmu.
Jean-Baptiste Singelée urodził się w Brukseli, gdzie również studiował. Był solistą skrzypcowym w teatrze La Monnaie oraz dyrektorem Gandawskiej orkiestry. Singelée był jednym z pierwszych kompozytorów, który wziął niedawno wynaleziony saksofon, jako realny instrument muzyki poważnej. Świadczy o tym skomponowanie przez niego około 30 Solos de Concours na saksofon, dla uczniów Konserwatorium Paryskiego.
Przez długi czas przyjaźnił się z wynalazcą saksofonu, Adolphe’m Saxem (poznali się w królewskiej szkole muzycznej). Zachęcał Saxa do rozwijania rodziny saksofonów o nowe instrumenty. Niedługo później, czyli w 1857 roku skomponował Premier Quatuor, Op. 53 na kwartet saksofonowy. Oprócz jego prac na saksofon, Singelée przypisuje się 12 koncertów oraz wiele utworów solowych na skrzypce i inne instrumenty.

## Wybrane prace
Do jego kompozycji należą :
- Quartet for Saxophones No. 1, Op. 53
- Duo concertant for soprano saxophone, alto saxophone and piano, Op. 55
- Fantaisie pastorale for soprano saxophone and piano, Op. 56
- Concerto for tenor saxophone and piano, Op. 57
- Solo de Concert for alto saxophone and piano, Op. 83
- Fantaisie brillante for alto saxophone and piano, Op. 86
- Septième solo de concert, Op. 93